# Thelma Ritter
Thelma Ritter, född 14 februari 1902 i Brooklyn i New York, död 5 februari 1969 i New York, var en amerikansk skådespelare.
Ritter var en karaktärsskådespelare och medverkade i många Hollywoodfilmer, ofta i roller som cyniska, slagfärdiga och frispråkiga kvinnor. Hon gjorde filmdebut 1947. Under loppet av tolv år nominerades hon för en Oscar inte mindre än sex gånger, vilket är ett slags "rekord". Hon lyckades dock aldrig vinna utmärkelsen.

## Filmografi i urval
- 1947 – Det hände i New York
- 1948 – Ring Northside 777
- 1949 – Min man - eller din?
- 1949 – I brottets skugga
- 1949 – Father Was a Fullback
- 1950 – Allt om Eva
- 1950 – Perfect Strangers
- 1951 – Parningstid
- 1951 – Plats för skratt
- 1951 – Skaffa mej en man
- 1952 – Med en sång i mitt hjärta
- 1953 – Ficktjuven
- 1953 – Titanic
- 1954 – Fönstret åt gården
- 1955 – Pappa Långben
- 1955 – Västerns vilda ros
- 1956 – Att älska eller hata
- 1959 – Jag hatar dej, älskling
- 1959 – Livet är härligt
- 1961 – De missanpassade
- 1962 – Så vanns vilda västern
- 1962 – Fången på Alcatraz
- 1963 – Smekmånad på tre
- 1963 – Nytt sätt att älska
- 1965 – Boeing Boeing - vi flyger i luften
- 1967 – Nattens terror